# Brockwell Park
Brockwell Park est un parc de 50,8 hectares  (125,53 acres) situé au sud de Brixton, à Herne Hill et Tulse Hill au sud de Londres.
Le parc offre une vue sur les toits de la City et du centre de Londres et accueille près de 4 millions de visiteurs par an. Au sommet de la colline, à l'intérieur du parc se trouve Brockwell Hall.
L'intégralité du parc Brockwell est un site d'importance pour la conservation de la nature (SINC) d'importance d'arrondissement (catégorie I), avec des arbres matures, y compris des chênes centenaires, des pelouses importantes accrochées à la prairie et une série de lacs . En plus d'ajouter à la valeur du paysage, ceux-ci abritent une variété d'oiseaux et de chauves-souris, comme les pipistrelles, avec des visites fréquentes d'espèces plus rares comme les noctules ou les sérotines .
Le parc est inscrit pour sa valeur patrimoniale sur la liste du patrimoine national pour l'Angleterre, Parks & Gardens, Grade II. Remarquable pour sa disposition du XIXe siècle, avec sa tour de l'horloge, son jardin d'eau, le jardin clos conçu par JJ Sexby et d'autres monuments, le parc offre aussi une vision de son passé agricole du XVIIIe siècle dans les lignes de haie, et chênes matures. Les maisons de village modèles à l'extérieur du jardin clos ont été à l'origine données au conseil du comté de Londres par Edgar Wilson en 1943 ,.
Le Brockwell Lido, un bâtiment art déco classé Grade II près du sommet du parc, est une piscine en plein air populaire auprès des nageurs et des baigneurs . Son café / restaurant attenant est également populaire. Les autres commodités du parc Brockwell comprennent des courts de tennis, un terrain de boules, une piste de BMX et un chemin de fer miniature .
Le parc Brockwell est ouvert tous les jours de 7h30 à 15 minutes avant le coucher du soleil .

## Histoire

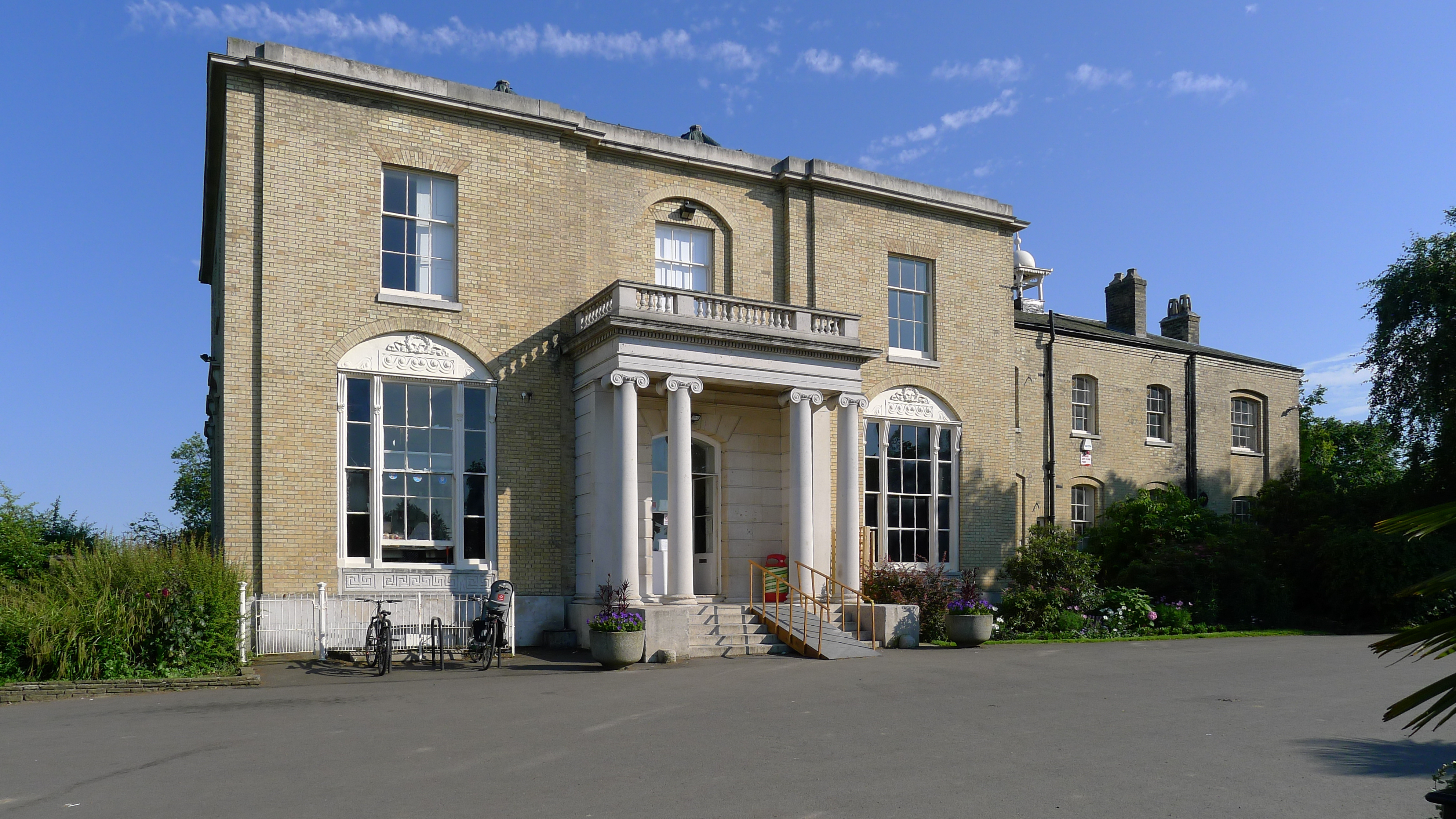
Brockwell Hall en 2012

Le Brockwell Hall  , bâtiment classé Grade II *, a été construit entre 1811-1813 lorsque la région faisait partie de Surrey et était le siège du marchand de verre John Blades Esq. Le terrain et la maison ont été acquis par le London County Council (LCC) en mars 1891 et ouverts au public le 2 juin au cours de l'été suivant, sous la direction du député local Thomas Lynn Bristowe. Lors du dévoilement, Bristowe est décédé d'une crise cardiaque sur les marches de la salle.
En 1901, le LCC a acquis 43 acres (17 hectares) de terrain au nord du parc d'origine . Dans les années 1920, il y avait 13 terrains de cricket dans le parc, ce qui a attiré jusqu'à 1 500 personnes. Brockwell Park abritait le Galton Institute.
Pendant la Première Guerre mondiale, il est enregistré que Brockwell Park était brouté par un grand troupeau de moutons . Pendant la Seconde Guerre mondiale, trois sites du parc étaient réservés à la production alimentaire en temps de guerre sous la forme de «Pigs Clubs», construits en bois et en briques récupérés dans des maisons bombardées. À cet effet, le porc était collecté dans des foyers locaux .
Un buste de Thomas Bristowe a été rendu au parc et dévoilé à l'occasion de son 120e anniversaire, en 2012.
Le parc est classé Grade II sur le Registre des parcs et jardins historiques.

## Festivals et spectacles

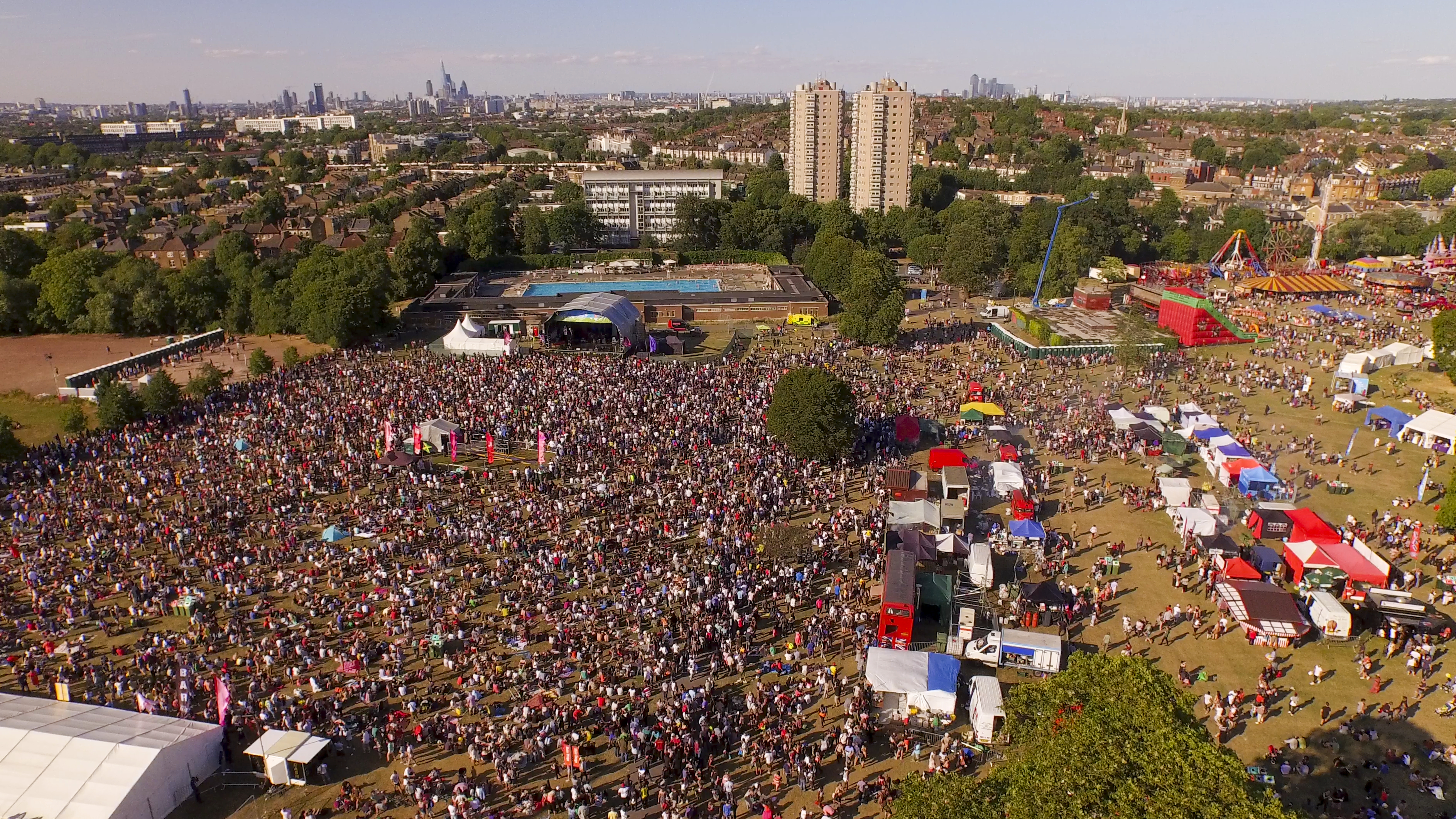
Lambeth Country Show 2015 scène principale

Le parc abrite chaque année le Lambeth Country Show gratuit, qui se déroule généralement sur deux jours en juillet, attirant des foules allant jusqu'à 150 000 personnes ,. Un feu d'artifice annuel payant, attirant 30 000 personnes, a également lieu vers le 5 novembre ,.
Des événements musicaux payants ont lieu à Brockwell Park depuis quelques années, notamment Found Festival en 2016  et Sunfall Festival en 2017  Déjà en 1913, il était dit: "Dans l'ensemble, probablement, les gens de Brockwell Park, comme ceux de Hyde Park et des autres parcs, refuseraient les choses italiennes les plus faibles et exigeraient du Wagner à maintes reprises " .
Bien qu'il y ait récemment une opposition locale à la tenue de grands festivals  en fait, le parc a une longue histoire d'accueil d'événements musicaux à grande échelle, y compris une foule estimée à 150 000 personnes présentes à un carnaval de Rock contre le racisme en septembre 1978, avec Elvis Costello et The Attractions, et avec "des gens dans les arbres, sur les toits des appartements et sur le mur du lido " ,. Costello a terminé sa performance à Brockwell Park avec la chanson  (What's So Funny' Bout) Peace, Love, and Understanding ,. Un autre événement, Rock Against Racism comprenant des performances d'Aswad et de Stiff Little Fingers a également eu lieu dans le parc en septembre 1979 .
En mai 1981, Aswad et Pete Townshend  ont fait ici un concert-bénéfice du TUC pour la campagne "La Marche du peuple pour l'emploi", avec une foule de 70 000 personnes ,. En mai 1982, Brockwell Park a accueilli un rallye de réforme de la loi sur le cannabis, comprenant " une installation de son turbo avec Jah Shaka, Coxone, King Sounds et DBC Rebel Radio tous connectés dans un énorme fer à cheval" . Madness a également présenté un «Festival pour la paix» du Greater London Council / CND à Brockwell Park en 1983, organisé par John Peel, avec une foule de 30 000 personnes . Le nouveau groupe de Paul Weller, The Style Council, n'a fait que sa deuxième apparition publique à ce festival ,.
Le parc a également accueilli des festivals de reggae  et le festival London Pride en 1993 et 1994. En mai 1994, un carnaval de la ligue anti-nazie à Brockwell Park a présenté des performances de The Manic Street Preachers, The Levellers et Billy Bragg . Entre 2000 et 2004, le parc a même organisé un festival annuel du cannabis . Le festival du cannabis a finalement été arrêté en 2005 par le Lambeth Council, après des trafics de drogue lors des éditions précédentes .
En juin 2002, le groupe australien Midnight Oil a participé au Fierce Festival à Brockwell Park devant une foule de 20 000 personnes ,. Un événement de danse appelé Purple in the Park a eu lieu la veille, avec Grace Jones, et comprenant des performances de Boy George et Yoko Ono ,. Les deux événements, qui se sont déroulés pendant le week-end du Jubilé de la Reine, avaient une capacité fixée à 50 000 personnes .
En janvier 2018, le Lambeth Council a annoncé que le Field Day Festival avait été autorisé à organiser son événement à Brockwell Park . Les artistes prévus pour juin 2018 comprenaient Erykah Badu, Thundercat et Four Tet .

## Installations sportives
- Le Brockwell Lido des années 30 rénové comprend, en plus de la piscine, d'autres installations de santé et de remise en forme [45].

- Un bowling green

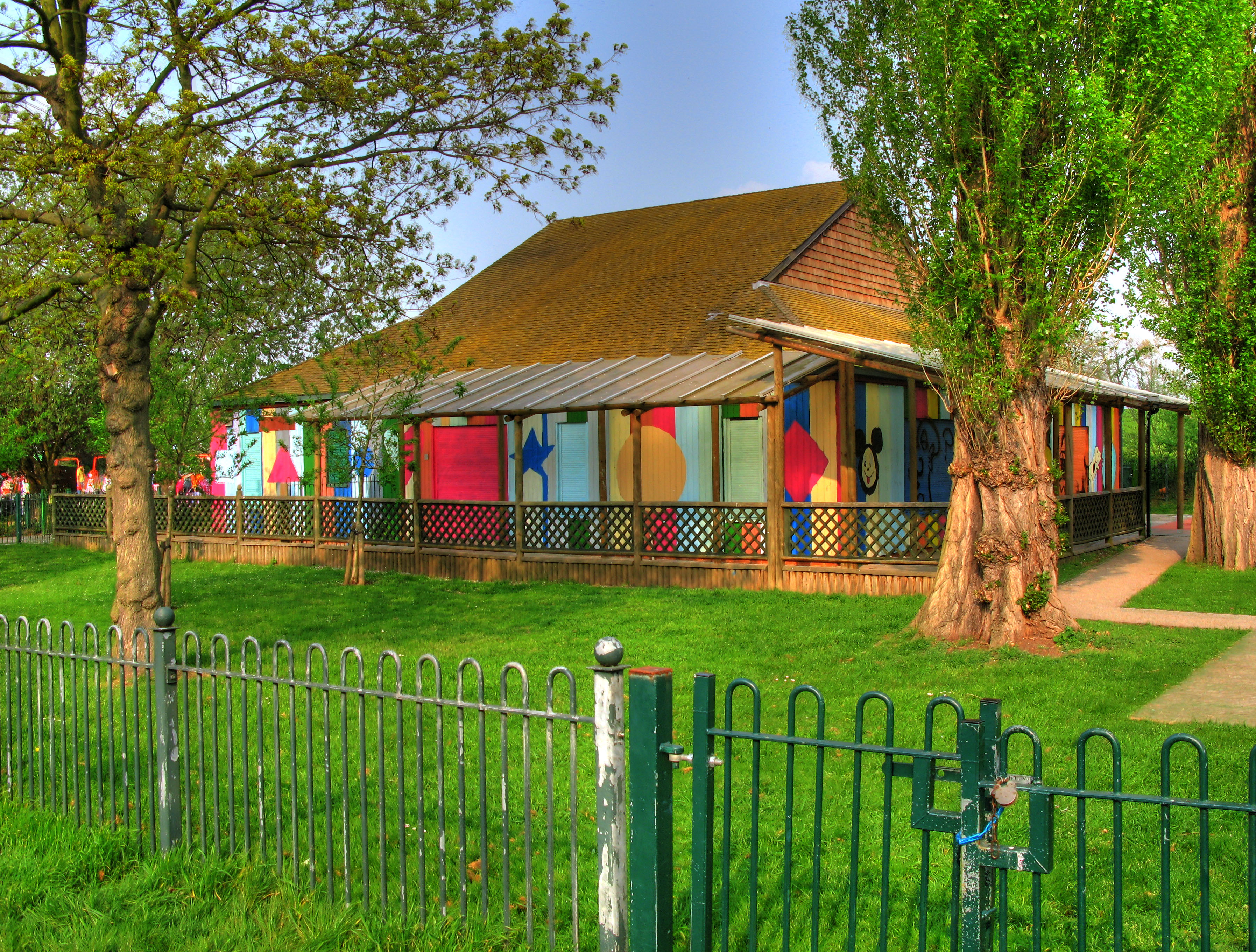
Une cabane à Brockwell Park

- Une piste de BMX spécialement conçue
- Des terrains de tennis
- Un terrain de basketball / volleyball
- Des terrains de football en herbe et gravier
- Un terrain de cricket
- Un Parkrun hebdomadaire gratuit de 5 km samedi [46]

## Installations familiales

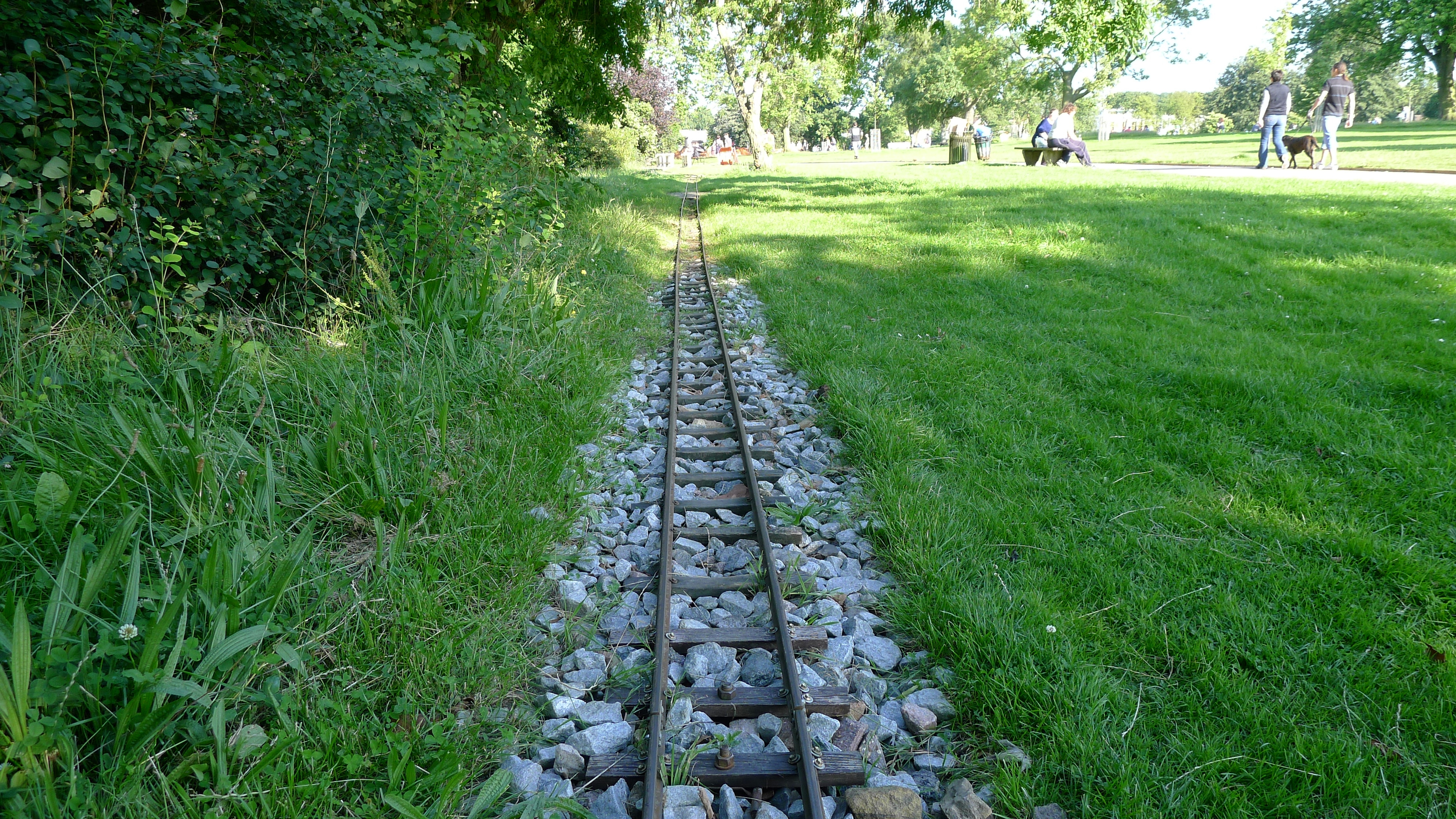
La voie du chemin de fer miniature

- Une pataugeoire pour enfants (ouverte en été uniquement) [9]
- Une aire de jeux pour enfants
- Un chemin de fer miniature
- One O'Clock Club [47]

## Autres caractéristiques
- Un café, à l'intérieur de Brockwell Hall au sommet de la colline
- Un jardin clos avec de nombreuses fleurs et herbes
- Serres communautaires [48]
- Trois étangs à canards

## Brockwell Park dans la culture populaire
Le groupe de San Francisco Red House Painters a écrit une chanson sur le parc, nommée "Brockwell Park", pour leur album de 1995 Ocean Beach . L'album comporte également une piste cachée non répertoriée, appelée "Brockwell Park (Part 2)".
Dans une émission de 2015, Adele at the BBC, la chanteuse et compositrice Adele a déclaré que sa chanson " Million Years Ago " est, "une sorte d'histoire à propos de ... Je suis passée devant Brockwell Park, un parc du sud de Londres où je vivais. C'est là que j'ai passé beaucoup de ma jeunesse. Il y a des moments assez monumentaux de ma vie que j'ai passés là-bas, et je l'ai dépassé et j'ai littéralement fondu en larmes ".
Brockwell Park est le cadre du clip de "Do Your Thing" du groupe local Basement Jaxx .
Brockwell Park a été utilisé comme camp de base de tournage pour le film The Man from UNCLE de 2015 réalisé par Guy Ritchie .
Le parc est un endroit clé du roman policier de Mo Hayder, The Treatment.